# 漫画・小説等 (2ちゃんねる・5ちゃんねるカテゴリ)
漫画・小説等（まんがしょうせつなど）は、匿名掲示板2ちゃんねる（2ちゃんねる (2ch.net)、2ちゃんねる (2ch.sc)、5ちゃんねる）のカテゴリの一つである。

## 概要
カテゴリで扱う話題はアニメ・漫画・声優・同人・小説・雑誌・書籍・業界ネタなどと多岐にわたっている。

## 歴史
- 1999年6月3日 ネットアイドル板新設。
- 1999年6月14日 アニメ板・同人コミケ板新設。
- 1999年6月25日 漫画板新設。
- 1999年11月16日 漫画板から分離して少女漫画板新設。
- 1999年12月6日 声優板新設。
- 1999年12月18日 アニメ板から分離してCCさくら板新設。
- 2000年1月12日 いがらしゆみこ板新設。
- 2000年1月24日 ライトノベル板新設。
- 2000年1月28日 ネットアイドル板がコスプレ板に名称変更。
- 2000年2月8日 ミステリー板新設。
- 2000年2月14日 雑誌板新設。
- 2000年2月15日 SF・ファンタジー板新設。
- 2000年8月16日 漫画板から分離して少年漫画板新設。
- 2000年11月26日 一般書籍板新設。
- 2000年12月27日 エヴァンゲリオン板新設。
- 2002年1月12日 アニメサロン板・懐かしアニメ板・漫画サロン板・懐かし漫画板新設。
- 2002年7月16日 絵本板新設。
- 2002年8月8日 特設コミケ板新設。
- 2003年5月1日 児童書板新設。
- 2003年5月17日 少年漫画板から分離して週刊少年漫画板新設。
- 2003年6月26日 いがらしゆみこ板を漫画業界板に名称変更。
- 2004年3月2日 特設コミケ板が同人イベント板に名称変更。
- 2004年3月8日 漫画業界板がアニメ漫画業界板に名称変更。
- 2004年9月14日 同人コミケ板が同人板に名称変更。
- 2004年11月19日 アニメ2板・アニメ3板・アニメキャラ板・アニメキャラ2板新設。
- 2004年12月11日 アニメ3板がアニメ新作情報板、アニメキャラ板がアニメキャラ総合板、アニメキャラ2板がアニメキャラ個別板に名称変更。
- 2004年12月27日 漫画キャラ板新設。
- 2005年10月6日 SF・ファンタジー板がSF・FT・ホラー板に名称変更。
- 2005年11月14日 声優板から分離して声優2板新設。
- 2006年1月17日 声優板が声優総合板、声優2板が声優個人板に名称変更。
- 2006年10月25日 懐かしアニメ板から分離して懐かしアニメ平成板新設。
- 2006年11月11日 懐かしアニメ板が懐かしアニメ昭和板に名称変更。
- 2007年2月9日 イラストレーター板新設。
- 2007年2月10日 海外アニメ漫画板新設。
- 2007年2月11日 アニメ映画板・文芸・書籍総合板新設。
- 2007年3月24日 4コマ漫画板新設。
- 2007年4月12日 文芸・書籍総合板が文芸・書籍サロン板に名称変更。
- 2007年7月9日 アニメサロンex板新設。
- 2010年10月3日 電子書籍板・文芸キャラ板新設。
- 2014年7月5日 アニメアンチ板新設。
- 2014年7月14日 ラブライブ！板新設。

## 掲示板
40個の板からなる。（2014年7月現在）

### アニメサロン
アニメサロン板はアニメに関する全般的な話題を扱う。通称メロン板。
主な内容は、新番組を評価するスレ等などでのアニメ作品同士の比較や、キャラクターの強さの議論、「こんな○○は嫌だ」のような妄想ネタなど様々である。漫画サロン板のものと類似したスレッドも散見される。
カテゴリ内において、アニメ板・週刊少年漫画板に次いで書き込み数が多い。

#### 歴史
- 2002年1月12日 - アニメ板から独立。comicサーバ上に設置。
- 2003年1月14日 - comic2サーバに移転。
- 2004年3月21日 - comic3サーバに移転。
- 2004年4月25日 - comic4サーバに移転。
- 2004年7月2日 - comic5サーバに移転。
- 2005年6月1日 - animeサーバに移転。
- 2007年1月25日 - anime2サーバに移転。
- 2007年7月9日 - アニメサロンvip板（現在のアニメサロンex板）が新設される。
- 2007年12月4日 - anime3サーバに移転。
- 2008年7月4日 - changiサーバに移転。
- 2009年3月22日 - hideyoshiサーバに移転。
- 2009年3月29日未明 - 運営から制裁を受け、スレ保持量が80程度に減少、無ID(携帯識別子あり)、ランダム強制名無し制になる。後にスレ保持量のみ160程度まで回復する。
- 2009年3月31日 - 投稿時刻にコンマ秒まで表示されるようになる。
- 2010年6月9日 - live28サーバに移転。
- 2010年6月17日 - 試験的にhayabusaサーバに移転するが、翌日live28サーバに戻る

### アニメサロンex
アニメ系の他の板からあぶれた話題を扱う板。通称ex板。

#### 歴史
- 2007年7月9日 - アニメサロンvip板として新設される。
- 2009年3月29日 - 運営から制裁を受け板設定が変わる。

### アニメ
アニメ板はアニメに関する板としては最古の板（2ちゃんねるに現存する板としても最古の板の1つでもある）であり、当初はアニメの話題全般を扱っていたが、板の分割による細分化が進んだ現在では放送中のテレビアニメに関する話題のみを扱う。スレッドの立ち上げは放送開始1週間前から可能で、放送が終了したアニメのスレッドはアニメ2板に移動する。実況は実況板で行うことになっており、この板での実況行為は厳禁である。

#### 歴史
- 2002年3月から9月にかけてに当時流行していた最萌トーナメントが行われた。企画が立案されたのはアニメサロン板だが、投票自体はIDが強制表示のアニメ板で実施された。この時のスタッフが改良した投票コードは完成度が高く、後の最萌・人気トーナメントで良く用いられたが、メンテナーが更新を停止したため、現在は利用できない。最近のトーナメントでは、葉鍵板を中心に開発が進められたオープンソース版が用いられることが多い。

### アニメ2
アニメ2板は、テレビでの本放送終了・劇場公開終了・OVA最終巻発売から5年以内のアニメの話題を扱う。スレッドの通し番号は基本的にアニメ板のときのものが継承される。
放映前の作品は新作アニメ情報板、新作現在放映中の作品はアニメ板で扱う。終了から5年を経過した場合は次のスレッドから懐かしアニメ平成板へ移動する。また、第2シリーズなどが開始した場合においてはアニメ板へ復帰する場合もある。

#### 歴史
- 2004年11月19日 - アニメ板から分立。
- 2008年7月4日 - changiサーバに移転。
- 2010年7月31日 - yuzuruサーバに移転。

### アニメ新作情報
アニメ新作情報板は放送開始前や発売前の新作アニメに関する話題を扱う。放送開始後のテレビアニメに関する話題はアニメ板に移行する。初巻発売後のOVAに関する話題はアニメ2板に移行する。原則として明確なソースのない情報は扱わない。

#### 歴史
- 2004年11月19日 - アニメ板から分立。
- 2008年8月21日 - changiサーバに移転。
- 2010年7月31日 - yuzuruサーバに移転。

### アニメアンチ
アニメのアンチスレを扱う。

### 懐アニ昭和
懐かしアニメ昭和板は、1989年（昭和64年）1月7日までに放送終了・劇場公開終了・OVA最終巻発売となったアニメ作品やシリーズに関する話題を扱う。

#### 歴史
- 2002年1月12日 - 「懐かしアニメ板」としてアニメ板から分立。サーバはcomic
- 2003年1月14日 - サーバ移転（comic→comic2）
- 2004年4月25日 - サーバ移転（comic2→comic4）
- 2004年7月2日 - サーバ移転（comic4→comic5）
- 2005年6月1日 - サーバ移転（comic5→anime）
- 2006年10月25日 - スレッドの急増に伴い「懐かしアニメ平成板」を分離。
- 2006年10月31日 - 「懐かしアニメ昭和板」に改称。
- 2007年1月25日 - サーバ移転（anime→anime2）
- 2007年12月4日 - サーバ移転（anime2→anime3）
- 2008年8月21日 - サーバ移転（anime3→changi）
- 2010年7月31日 - サーバ移転（changi→yuzuru）

### 懐アニ平成
懐かしアニメ平成板は、1989年（平成元年）以降に放送開始・劇場公開され、放送終了・劇場公開終了後5年以上経ったアニメに関する話題を扱う。OVAは最終巻発売から5年以上経った作品を扱う。

#### 歴史
- 2006年10月25日 - 懐かしアニメ板から分立。サーバーはanime
- 2007年1月25日 - サーバー移転（anime→anime2）
- 2007年12月4日 - サーバー移転（anime2→anime3）
- 2008年8月21日 - サーバー移転（anime3→changi）
- 2010年7月31日 - サーバ移転（changi→yuzuru）

### アニメ映画
アニメ映画や長編アニメに関する話題を扱う板。

### アニキャラ総合
作品別や属性萌えなどの特定のキャラクターに限定しないアニメキャラクターに関する話題を扱う板。

### アニキャラ個別
単体・カップリング・グループなどの特定のアニメキャラクターの話題を扱う板。

### コスプレ
コスプレ板は主にコスプレ（コスチュームプレイ）及びそれに関する話題を扱う。元々は1999年6月3日にネットアイドル板として発足したのがその始まりである。後に声優を扱うことが可能となったことから、ネットアイドル&声優板（アイドル声優板）となり、さらにコスプレを扱うことも可能となり、ネットアイドル&声優&コスプレ板（コスプレ声優板）と変化していった。近年では、メイド喫茶等のコスプレ系飲食店のスレッドも扱うようになった。
その後2ちゃんねるの利用者が拡大するにつれ、分割が必要になり、声優板が単体で設立、またネットアイドルが個人を扱う関係上、ネットアイドルを誹謗中傷する事が多く、取り扱いが難しくなり、さらにコスプレイヤーがネットアイドル的要素を包含することが多いことから、事実上ネットアイドル板がコスプレ専門の板となっていった。このため、掲示板の名称自体も2000年1月28日にコスプレ板に名称変更され、ディレクトリ名も「idol」から「cosp」へと変更、現在に至っている。
ローカルルールによると、個人・コテハン叩き禁止で、個人名(本名・HN・コテハン・コスプレネーム)は伏字・当て字であっても基本的に禁止となっている。

### 声優総合
声優総合板は所属事務所、声優ユニットなど声優個人以外の声優に関する話題を扱う。1999年12月6日、声優板として開設。かつて声優は外国映画・外国ドラマの吹き替え、ラジオドラマや子供向け・ファミリー向けアニメ作品の声の出演、アニメキャラクターソングの歌唱、テレビ・ラジオ番組・CMのナレーションといった主に裏方の仕事であり、当板が漫画・小説等カテゴリにある通り、いわゆる「芸能人」とは異なる存在であった。しかし1990年代以降、深夜アニメなど徐々に活動の場が広がり、声優専門雑誌が創刊され、イベント出演や歌手及び音楽活動など表に出る声優も登場した。板開設当初はその過渡期にあたり、ゲームソフトやOVAのキャラクターの声、アニメ作品とタイアップされたパチンコ・パチスロなど声優の需要も増え、声優個人がタレント的な扱いを受ける状況も多くなっていた。2000年代に入ると深夜アニメの隆盛と相まってさらにその傾向は顕著となり、アニメ作品のPRイベント、学園祭や音楽ライブ・コンサート、ニコニコ生放送などのインターネット配信等、様々な場面で声優が頻繁に顔を出して活動するようになる。若手を中心に男女を問わず多くの声優がアイドル・アーティスト的な色彩を帯び、芸能有名人化するに至った。このため声優板においても声優個人のスレが急増し、スレ数が逼迫したことから、2005年11月14日、声優の個人別の話題を書き込む板として当板より声優個人板を分立させた。

### 声優個人
声優個人板（せいゆうこじんいた）は、声優の個人別の話題を書き込む掲示板である。2005年11月14日、声優板（現：声優総合板）のスレッド数逼迫により、同板より分割、新設された。原則として声優1人につき1スレッド。 アンチとの住み分けが必要な場合は、アンチスレッドとしてもう1スレッド立てても良い。野沢那智・羽佐間道夫・加藤みどり・大山のぶ代・野沢雅子・池田昌子といった著名な吹き替えや有名アニメキャラクターを演じ広く名前と声が知られた活動歴の長い声優のスレはなく、2000年代以降に登場した歌手・アイドル・タレント的な活動も行う若手声優のスレが中心となっている。話題も本業の声の出演に留まらず、そうした声優の芸能活動その他全般を取り上げている。
2015年6月21日、コピペ規制「COPIPE」が導入された。

### 同人
同人誌、同人サークル、同人サイト、同人ショップ、同人に関する人間関係や近況報告等の同人に関する話題を扱う板。正式名は同人＠2ch掲示板。個々の同人誌即売会等に関する情報は同人イベント板、同人誌制作者向けの話題は同人ノウハウ板の管轄となっている。
トレース疑惑・検証のスレッドや問題を起こした作家の個別スレッド、サイトウォッチ、表現規制問題についてのスレッドなどがある。
同人活動に偏見を持っている荒らしからスレッドを荒らされることが多く、ウイルスによる自動書き込みで荒らされることもよくあり、2ちゃんねるのアニメ・漫画関係のサーバーに多大な負荷がかかる原因になることもある。そのためか「名前欄にトリップ推奨」とスレッドの>>1に書かれている。通常の書き込みの際は識別用に名前欄にスレッドタイトルを書くことが推奨されている。そのほか、検索避けのため、特定の単語を当て字に直したり、伏字にしたり、区切ったりしていることもある。検索避けに単語を区切る場合に『単/語』というやり方をした場合には、そのままヒットしてしまう事例が多い。スレッドによっては目にした人を不快しないためや荒らし防止のために伏字や当て字が使われている。
2004年9月13日までは「同人コミケ板」という名前であった。

### 同人イベント
同人誌即売会などの同人に関するイベントの話題を扱う板。各同人誌即売会そのものについての議論や参加ブース、イベント参加者がその場で書くスケッチブックの話（板は実況が許可されているサーバー上にある）、その他同人誌即売会に関するネタや雑談などのスレッドがある。
アクセス規制中でも書き込める板の一つであり、かつては2ちゃんねるの他の同人系掲示板と比べて荒らされることが少なかった。なお、正式な名称は「同人イベント板＠2ch掲示板」であり、「板」という語彙が重複している。

### 漫画サロン
漫画サロン板は漫画に関するネタ等の全般的な話題を扱う。通称マロン板。
漫画同士の比較やもし漫画がこうだったらというようなifネタ、他作品キャラ同士の「○○vs○○」といった対決や「○○と○○を同じ部屋に閉じこめた」というようなクロスオーバーネタ、指定されたキャラクタータイプの漫画キャラを類挙するといった要旨のスレッド等多種多様に及ぶ。「○○を××にしよう」系統や漫画から社会に影響を及ぼしたいとき、オフ会についてなども話合われる板である。

#### 歴史
- 2002年1月12日 - 新設。comicサーバ上に設置。
- 2004年3月22日 - comic2サーバに移転。
- 2004年4月25日 - comic4サーバに移転。
- 2004年7月2日 - comic6サーバに移転。
- 2006年12月30日 - comic7サーバに移転。
- 2007年1月25日 - anime2サーバに移転。
- 2007年12月4日 - anime3サーバに移転。
- 2008年7月4日 - changiサーバに移転。
- 2010年7月31日 - yuzuruサーバー上に移転。

### 漫画
漫画板は漫画に関する情報交換を行う板である。主に青年漫画について、作家毎・作品毎・雑誌毎に（ごく一部のものはジャンル単位で）スレッドが立っている。
ローカルルールは少女漫画、少年漫画、4コマ漫画、終了した漫画、海外の漫画、エロ漫画、漫画のニュース速報、漫画キャラクター、漫画業界の話題、ネタ、雑談は板違いとされ、他の専門板の利用が推奨されている。単発質問はスレッドを立てず質問スレの利用が推奨されている。1作家1スレが原則だが、連載中の作品は作家スレとは別にもう1個だけ作品スレが認められている。

#### 歴史
- 1999年6月25日 - pizaサーバー上に新設（名無しはデフォルトのもの）
- 1999年11月16日 - 少女漫画板が分離
- 2000年8月16日 - 少年漫画板が分離
- 2000年11月27日 - saladサーバー上に移転
- 2000年12月6日 - 名無しが板独自のもの「名無しんぼ＠お腹いっぱい」になる
- 2001年10月1日 - chocoサーバー上に移転
- 2001年11月2日 - comicサーバー上に移転
- 2002年1月11日 - 漫画サロン板が分離
- 2002年1月12日 - 懐かし漫画板が分離
- 2002年1月27日 - 漫画速報板（現：アニメ漫画速報板）が新設され、ニュース性の高い話題がそちらの扱いとなる
- （※備考 2002年1月29日 - PINKちゃんねるにエロ漫画小説板が新設）
- 2002年3月22日 - ID制導入（任意ID）
- 2002年4月6日 - IDが強制表示となる
- 2004年3月22日 - comic2サーバー上に移転
- 2004年4月25日 - comic4サーバー上に移転
- 2004年7月2日 - comic6サーバー上に移転
- 2006年12月30日 - comic7サーバー上に移転
- 2007年1月25日 - anime2サーバー上に移転
- 2007年2月10日 - 海外アニメ漫画板が新設され、海外作品がそちらの扱いとなる
- 2007年3月24日 - 4コマ漫画板が分離
- 2007年12月4日 - anime3サーバー上に移転
- 2008年7月4日 - changiサーバー上に移転
- 2010年7月31日 - yuzuruサーバー上に移転

### 懐かし漫画
完結した漫画や未完のまま中止となった漫画に関する話題を扱う板。

### 少年漫画
少年漫画の作家や雑誌や連載中の作品に関する話題を扱う板。

### 週刊少年漫画
週刊少年漫画雑誌およびそこで連載中の漫画に関する話題を扱う板。正式名称は週刊少年漫画＠2ch掲示板。少年漫画板からの分割で開設された。
雑誌ごとの総合スレッド、打ち切りを予想する打ち切りサバイバルレースなどのスレッドがある。
ネタバレ（雑誌の発売日前に内容を書き込むこと）は専用のネタバレスレッド以外では禁止されている。連載を終了した漫画に関しては懐かし漫画板で、キャラクターに関しては漫画キャラ板で、ネタに関しては漫画サロン板で行うため、週刊少年漫画雑誌に関することでも板違いとなる。

#### 歴史
- 2003年5月16日 新設される（comic3サーバー）
- 2003年7月7日 サーバー移転（comic3→pc4）
- 2003年7月22日 サーバー移転（pc4→comic3）
- 2004年4月26日 サーバー移転（comic3→comic4）
- 2004年7月2日 サーバー移転（comic4→comic6）
- 2005年2月21日 サーバー移転（comic6→etc4）
- 2007年1月9日 サーバー移転（etc4→etc6）
- 2007年2月8日 サーバー移転（etc6→ex21）
- 2007年5月2日 サーバー移転（etc21→ex24）
- 2008年8月21日 サーバー移転（etc24→changi）
- 2010年7月31日 サーバー移転（changi→yuzuru）

### 少女漫画
少女漫画に関する話題を扱う板。

### 4コマ漫画
4コマ漫画、1コマから数コマの漫画、1ページ漫画、1ページ未満で区切りのある漫画およびその作家に関する話題を扱う板。

### 漫画キャラ
漫画のキャラクターに関する話題を扱う板。比較系・羅列系のネタや雑談は漫画サロン板、なりきりはキャラネタ板で扱う。

### CCさくら
カードキャプターさくらなどのCLAMP作品や萌え作品の話題を扱う板。CCさくらは『カードキャプターさくら』の略。他のアニメ（主にぷに・ロリータ系アニメとされる）も一作品につきスレッド一つまでということで容認されている。

#### 歴史
アニメ板が『カードキャプターさくら』関連で埋め尽くされた（スレ立て荒らし）のをきっかけに、1999年12月18日、アニメ板から分立。板トップにリンクが現れたのは、年明けの2000年1月3日であった。
開設から数年の間は、アニメのキャラクターを対象とした極端な内容（虐待や性加害に関するもの）のスレッドが競うように立てられていた。
奈良小1女児殺害事件（2004年）が発生した当時、CCさくら板の極端な書き込みと事件との関連性を示唆する報道が一部のメディアで行われた。その結果、報道明けの祝日に8500回以上の書き込みが殺到した。1日あたりの書き込み数としてはこれが最多となっている。なお、事件の加害者は『2ちゃんねる』とは無関係であった。

### エヴァ
エヴァンゲリオン板（エヴァンゲリオンいた）はTVアニメ『新世紀エヴァンゲリオン』関連の話題を扱う。略称はエヴァ板。
エヴァ板の設立の経緯については不明なところが多少あるが、一般的には2ちゃんねるの管理人であるひろゆきの友達のエヴァファンが、エヴァの話題を専門に扱う板の設立をお願いしたことにより、2000年12月27日にできたといわれる（管理人による最初の書き込み）。この時すでにアニメ板があったことから「エヴァ板は隔離板である」とされることがあるが、これは全くの誤解である。
アニメ作品で単独で板をもつのは、シャア専用板（現在は旧シャア専用板・新シャア専用板に分割）、CCさくら板についで3作品目である。
「漫画・小説等」のカテゴリに分類され、エヴァ以外にもエヴァを制作したガイナックス関連作品の話題も扱っていいことになっている（ただし実際はアニメ板に個別スレが立てられ、そこで語られることが多い）。
デフォルトの投稿名「名無しが氏んでも代わりはいるもの」（この「氏」は、2ちゃんねるにおいて「死」の代わりに慣用的に用いられる文字であり、誤記ではない。同様の例としてバカニュース板の「バカは氏んでも名乗らない」がある）は、TVアニメ第弐拾参話での綾波レイのセリフ「私が死んでも代わりはいるもの」から来ている。
「看板」と呼ばれる板特有のバナーは、キャラの誕生日が来るたび一日限定で変更される慣例となっている。
2001年8月25日に起こった2ちゃんねる閉鎖騒動の際には、映画『新世紀エヴァンゲリオン劇場版 Air/まごころを、君に』の劇中挿入歌であるKomm, süsser Todが使われた。
2002年開催の、第1回全板人気トーナメントには、さして関心を持たずに予選落ちしたが、独自開催のGAINAX最萌トーナメント、そして過去のトーナメント優勝者を集めた優勝者最萌トーナメントを機に、全板への関心も高まっていった。第2回全板人気トーナメントでは、板支援（選挙運動）のための画像・音声などの利用を『エヴァンゲリオン』シリーズ著作権元のガイナックスに願い出て、許諾を得た。2ちゃんねるでは異例のことである。

#### 全板人気トーナメント
- 第1回：予選31組6位[3]
- 第2回：決勝トーナメント2回戦敗退（ベスト16）[4]
- 第3回：決勝トーナメント1回戦敗退（ベスト48）[5]

#### 歴史
- 2000年12月27日 新設される（teriサーバー）
- 2001年8月2×日〜2001年9月9日 一時閉鎖（2ちゃんねる閉鎖騒動による）[6]
- 2002年7月16日 サーバー移転（tv2）[6][7]
- 2003年5月14日 サーバー移転（comic3）[8]、2003年7月7日?から2003年7月23日?まで一時閉鎖
- 2003年7月7日 サーバー移転（pc4）[9]
- 2003年7月23日 サーバー移転（comic3）?[9]
- 2004年4月26日 サーバー移転（comic4）[9][10]
- 2004年7月3日 サーバー移転（comic5）[9][10]
- 2005年6月1日 サーバー移転（anime）[9][11]
- 2007年1月25日 サーバー移転（anime2）[9][12]
- 2007年12月4日 サーバー移転（anime3）[9][12]
- 2008年8月21日 サーバー移転（changi）[9][13]
- 2010年7月31日 サーバー移転（yuzuru）

### 海外アニメ漫画
海外アニメ漫画板は日本国外で製作されているアニメ・漫画の作品や、それらに関する話題全般（日本製アニメ・漫画との比較も基本的には認められているとされる）を扱う。海外における日本のアニメや漫画についての話題はローカルルールで禁止されている。

### アニメ漫画業界
アニメ漫画関連の業界の動向・内情に関する話題を扱う板。以前はいがらしゆみこ関連の板だったが、キャンディ・キャンディ著作権裁判に係る判決が確定したのちに漫画・アニメ業界についての板に変わった。フォルダ名が「iga」なのはその名残である。

### 文芸書籍サロン
文芸や書籍に関する話題を扱う板。主に小説家になろうや二次作品投稿サイトであるハーメルンについてのスレが存在する。

### ライトノベル
ライトノベルの作品や作家に関する話題を扱う板。
2000年1月24日にライトノベル・雑誌・エンターティメント板として開設された。現在もフォルダ名が「magazin」であるのはその時代の名残。当初はSFやミステリーも本板で扱う予定であったが、板の開設から2週間後の2月8日にミステリー板が開設され、2月14日には雑誌板（フォルダ名は「zassi」）が分離、翌15日にはSF・ファンタジー板（現SF・ファンタジー・ホラー板）が開設され、1ヶ月を経ずに現在のライトノベル板となった。
現在は「1作家1スレッド、1レーベル1スレッド」が原則とされており、複数の作家がシェアード・ワールドで書いている作品等の例外を除き作品単位のスレッド作成は非推奨とされている。その他、強制ではないものの作家の個人スレッド作成基準は「3冊刊行が目安」とされている。また、ライトノベルの定義について板の開設当初にしばしば論争が起きたため、ローカルルールでネット小説・同人誌は創作文芸板や同人板へ、成人指定な本（主にジュブナイルポルノ・ボーイズラブ）はPINKちゃんねるのエロ漫画・小説板や801板へ移動するよう誘導リンクが張られている。
2000年の板開設時より年2回、2chライトノベル板大賞（ラ板大賞）が実施されていたが2007年を最後に廃止されている。

#### 歴史
- 2000年1月24日 - ライトノベル・雑誌・エンターティメント板として開設。teriサーバ上に設置。
- 2000年2月8日 - 本板で扱う予定であったミステリーを専門に扱うミステリー板が開設される（事実上の分離）。
- 2000年2月14日 - 雑誌板が分離。
- 2000年2月15日 - SF・ファンタジー板開設（事実上の分離）。板名がライトノベル板となる。
- 2000年6月23日 - mentaiサーバに移転。
- 2001年1月26日 - salamiサーバへ移転。
- 2001年9月29日 - nattoサーバへ移転。
- 2002年5月4日 - bookサーバへ移転。
- 2004年3月23日 - book2サーバへ移転。
- 2004年5月9日 - book3サーバへ移転。
- 2007年1月10日 - book4サーバへ移転。
- 2007年4月9日 - love6サーバへ移転。
- 2010年 - kamomeサーバヘ移転。

### ミステリー
推理小説に関する話題を扱う板。

### SF・FT・ホラー
サイエンス・フィクションやファンタジーやホラー小説に関する話題を扱う板。

### ノベルキャラ
ライトノベルなどの文芸作品に登場するキャラクターに関する話題を扱う板。当初は「文芸キャラ(仮)＠2ch掲示板」という名前であった。

### 雑誌
雑誌板は雑誌や雑誌の出版社・記者についての話題を扱う板。

#### 歴史
- 2000年2月14日 - ライトノベル・雑誌・エンターティメント板より分離して雑誌板として開設される。

### 一般書籍
一般書籍板は、書籍全般・書店に関する話題を扱う。
読書は役に立つか？お薦めの小説は？などサロン系板の要素を持つ。VOWシリーズなど小説や雑誌などのジャンルにあてはまらない書籍、タレント本、自己啓発本、専門書など一般的なベストセラー書籍に関するスレッドが特徴。文学板やミステリー板等に重複する形での作家・作品スレも多い。書店（とくに大型書店・新古書店）や出版取次などの出版流通に関する情報もこの板が中心となる。

### 電子書籍
電子書籍に関する話題を扱う板。

### 絵本
絵本に関する話題を扱う板。

### 児童書
児童書に関する話題を扱う板。

### イラストレーター
イラストレーターに関する話題を扱う板。

### ラブライブ！
ラブライブ!に関する話題を扱う板。アニメ作品で単独の板を持つのはシャア専用板（現在の旧シャア専用板、新シャア専用板）、CCさくら板、エヴァ板に続いて4作品目である。
隔離板とされているが、アニメ板や声優総合板が荒らされたわけではなく、文化カテゴリにあるスピリチュアル板がラブライブ!のスレッドで埋め尽くされたことによる隔離措置である。